# Campeonato Africano de Atletismo de 2022 - Salto em altura feminino
A prova do salto em altura feminino do Campeonato Africano de Atletismo de 2022 foi disputada no dia 9 de junho, no Complexo Esportivo Nacional Cote d'Or, em Saint Pierre, na Maurícia.

## Recordes
Antes desta competição, os recordes mundiais e do campeonato nesta prova eram os seguintes:
|                       | Nome               | Nacionalidade   | Altura   | Local       | Data                 |
| --------------------- | ------------------ | --------------- | -------- | ----------- | -------------------- |
| Recorde mundial       | Stefka Kostadinova | Bulgária        | 2m 09 cm | Roma        | 30 de agosto de 1987 |
| Recorde do campeonato | Lucienne N'Da      | Costa do Marfim | 1m 95cm  | Belle Vue   | 28 de junho de 1992  |
| Recorde do campeonato | Hestrie Cloete     | África do Sul   | 1m 95cm  | Radès       | 7 de agosto de 2002  |
| Recorde africano      | Hestrie Cloete     | África do Sul   | 2m 06cm  | Saint-Denis | 31 de agosto de 2003 |

## Medalhistas
| Ouro              | Prata                   | Bronze              |
| Rose Yeboah (GHA) | Temitope Adeshina (NGR) | Yvonne Robson (RSA) |

## Cronograma
Todos os horários são locais (UTC+4). 
| Data       | Hora  | Evento |
| ---------- | ----- | ------ |
| 9 de junho | 15:00 | Final  |

## Resultado final
A final ocorreu dia 9 de junho às 15:00.
| Posição           | Atleta                    | Nacionalidade  | 1.60 | 1.65 | 1.70 | 1.73 | 1.76 | 1.79 | 1.82 | Resultado | Notas |
| ----------------- | ------------------------- | -------------- | ---- | ---- | ---- | ---- | ---- | ---- | ---- | --------- | ----- |
| Medalha de ouro   | Rose Yeboah               | Gana           | –    | o    | xo   | xo   | xo   | xo   | xxx  | 1.79      |       |
| Medalha de prata  | Temitope Adeshina         | Nigéria        | –    | o    | o    | o    | xo   | xxo  | xxx  | 1.79      |       |
| Medalha de bronze | Yvonne Robson             | África do Sul  | o    | o    | o    | xo   | xo   | xxo  | xxx  | 1.79      |       |
| 4                 | Rhizlane Siba             | Marrocos       | –    | o    | o    | xo   | o    | xxx  |      | 1.76      |       |
| 5                 | Erikah Seyama             | Essuatíni      | o    | o    | o    | o    | xxx  |      |      | 1.73      |       |
| 6                 | Shanese de Clerk          | África do Sul  | –    | xxo  | o    | o    | xxx  |      |      | 1.73      |       |
| 7                 | Mia Jansen van Rensburg   | África do Sul  | o    | o    | xo   | xo   | xxx  |      |      | 1.73      |       |
| 8                 | Ayten Bisher              | Egito          | o    | o    | xo   | xxx  |      |      |      | 1.70      |       |
| 9                 | Nyajuog Mach              | Etiópia        | o    | xxx  |      |      |      |      |      | 1.60      |       |
| 99                | Fatoumata Balley          | Guiné          |      |      |      |      |      |      |      | DNS       |       |
| 99                | Kevine Kouotché           | Camarões       |      |      |      |      |      |      |      | DNS       |       |
| 99                | Aboubakar Tetndap Nsangou | Camarões       |      |      |      |      |      |      |      | DNS       |       |
| 99                | Fatimata Zoungrana        | Burquina Fasso |      |      |      |      |      |      |      | DNS       |       |
| 99                | Rana Mahmoud              | Egito          |      |      |      |      |      |      |      | DNS       |       |
| 99                | Fatima Zahra Alaoui       | Marrocos       |      |      |      |      |      |      |      | DNS       |       |

Legenda
| Recorde mundial       | Recorde mundial (World record)               |                       | Recorde africano                      | Recorde africano (African) |                                           | Q | Classificado por posição (Qualified) |
| Recorde do campeonato | Recorde do campeonato (Championship record)  | Recorde da América    | Recorde da América (Americas)         | q                          | Classificado por melhor tempo (Qualified) |   |                                      |
| Melhor marca do ano   | Melhor marca do ano (World leading)          | Recorde asiático      | Recorde asiático (Asian)              | DNS                        | Não largou (Did not start)                |   |                                      |
| Recorde nacional      | Recorde nacional (National record)           | Recorde europeu       | Recorde europeu (European)            | DNF                        | Não terminou (Did not finish)             |   |                                      |
| Recorde pessoal       | Recorde pessoal do atleta (Personal best)    | Recorde da Oceania    | Recorde da Oceania (Oceania)          | DSQ / DQ                   | Desclassificado (Disqualified)            |   |                                      |
| Recorde da temporada  | Recorde da temporada do atleta (Season best) | Recorde sul-americano | Recorde sul-americano (South America) | NM                         | Sem marca (No mark)                       |   |                                      |